# Nietrzeźwość
Nietrzeźwość – według polskiego Kodeksu karnego z 1997 roku stan nietrzeźwości zachodzi, gdy:
- zawartość alkoholu we krwi przekracza 0,5 promila albo prowadzi do stężenia przekraczającego tę wartość, lub
- zawartość alkoholu w 1 dm³ wydychanego powietrza przekracza 0,25 mg albo prowadzi do stężenia przekraczającego tę wartość.